# Adrien Mentienne
Adrien Mentienne, né le 23 mars 1841 à Bry-sur-Marne où il est mort le 4 octobre 1927, est un historien et archéologue français et ancien maire de Bry-sur-Marne.

## Biographie
Adrien Mentienne est né à Bry-sur-Marne en 1841 d'une famille de cultivateurs et entrepreneurs, dont plusieurs membres avaient auparavant occupé des fonctions municipales, tels son père Armand-Louis (premier magistrat de la commune) ou son grand-oncle Louis-Alexandre (1726-1811) qui fut le premier maire de la municipalité fondée en 1790. Il devint lui-même maire de Bry à 27 ans, et a laissé sur cette période des écrits très précis qui sont autant de témoignages importants pour l'histoire de l'Île-de-France d'une part et sur la guerre de 1870 d'autre part..
Entrepreneur de maçonnerie, il fut un passionné d'histoire et d'archéologie, et ses recherches permirent de découvrir un cimetière gallo-romain, alors que d'autres fouilles mirent au jour de nombreux vestiges et ossements dont certaines pièces furent longtemps exposées au musée Carnavalet à Paris, et aujourd'hui dans le musée municipal.
Cofondateur de la Compagnie des Chemins de fer nogentais, il fut l'auteur de plusieurs ouvrages sur l'histoire de la région, ce qui lui valut d'être membre de la Commission du Vieux Paris et de plusieurs sociétés savantes. En tant qu'ami de la famille de Louis Daguerre, il a également écrit sur l'histoire de la photographie. Il est fait Chevalier de la Légion d'honneur en 1919.
Vice-Président du Conseil d'administration des Tramways Nogentais.
Vice-Président de la Société d'Enseignement Moderne de Leopold Bellan.
Membre de la Chambre consultative d'agriculture du Département de la Seine depuis 1877.
Membre de la Société de l'Histoire de Paris et de l'Ile de France.
Membre de la Société pour l'avancement des Sciences.
Il a donné son nom au musée Adrien Mentienne de Bry-sur-Marne, dont il a été maire de 1868 à 1881 puis Conseiller municipal de 1883 à 1892 et de 1908 à 1912.
Il mourut à Bry en 1927 à l'Hôtel de Malestroit dont il était propriétaire.

## Publications
- Les Origines anciennes du Perreux (1891)
- La découverte de la photographie en 1839 - Description du procédé daite aux Chambres législatives par Daguerre inventeur, Paris, P. Dupont, 1892, X-163 p. (Lire en ligne)
- L’ancien Pays du Parisis (1892)
- Mémorandum Ou Guide Nécessaire A Ceux Qui Voudront Écrire Les Monographies Des Communes Du Département De La Seine (1899)
- Les Souvenirs anciens de Villiers-sur-Marne, près Paris (1903)
- Les vieilles maisons de Corbeil. Le Couvent des Récollets (1907)
- Le fief de la Grange Batelière (1910)
- Souvenirs du Siège de Paris et des Batailles de la Marne en 1870 (1915)
- Histoire de Bry-sur-Marne des temps préhistoriques au XXe siècle (1916)
- Histoire De Noisy-le-Grand. Domaine royal du temps des Mérovingiens (1919)
- Emplacement d'un ancien village gallo-romain près de Brie-Comte-Robert (1922)
- La Forêt de Vincennes aux temps royaux (1923)
- Histoire de deux portefeuilles de ministres ayant appartenu à Talleyrand et à Fouché dès le temps du premier Directoire (1924)

## Distinctions
- Chevalier de la Légion d'honneur